# Anselmo Lorenzo
Anselmo Lorenzo (ur. 1841 w Toledo, zm. w 1914 w Barcelonie) – jeden z pierwszych działaczy anarchistycznych w Hiszpanii, nazywany „dziadkiem hiszpańskiego anarchizmu”.
Aktywny w ruchu anarchistycznym od momentu, gdy zetknął się w Madrycie w 1868 r. z Giuseppe Fanellim, aż do końca życia. Współzałożyciel tzw. Hiszpańskiej Federacji Regionalnej (Federación Regional Española,
hiszpańska sekcja I Międzynarodówki), powstałej w 1870 r. W 1871 r. wraz z Francisco Mora i Gonzalezem Morango z hiszpańskiej sekcji I Międzynarodówki przedstawiciel na zjeździe organizacji w Londynie, gdzie opowiedział się za anarchokolektywizmem.
Współdziałał z Francisco Ferrerem w ruchu racjonalistycznej Nowoczesnej Szkoły (Escuela Moderna). W pierwszym dziesięcioleciu XX w. redaktor anarchosyndykalistycznego czasopisma „Solidaridad Obrera”. W 1910 r. uczestniczył w zjeździe założycielskim Krajowej Konfederacji Pracy w Barcelonie.
Obecnie jedną z inicjatyw Konfederacji jest fundacja nosząca jego imię (Fundación de Estudios Libertarios Anselmo Lorenzo, Fundacja Studiów Wolnościowych im. Anzelmo Lorenzo).
Autor książki El proletariado militante, t. 1-2, Barcelona 1901–1923.